# Talaromyces lagunensis
Talaromyces lagunensis är en svampart som beskrevs av Udagawa, Uchiy. & Kamiya 1994. Talaromyces lagunensis ingår i släktet Talaromyces och familjen Trichocomaceae.   Inga underarter finns listade i Catalogue of Life.